# Чемпионат мира по борьбе 2024
Чемпионат мира по борьбе 2024 года проходил в албанской столице Тиране с 28 по 31 октября. В программе чемпионата соревнования по вольной, греко-римской и женской борьбе. В каждом виде борьбы разыграны медали в четырёх неолимпийских весовых категориях. Борцы, принимавшие участие на Олимпийских играх 2024 года в Париже, не были допущены к чемпионату мира.
19 февраля 2024 года стало известно, что ближайшие два чемпионата мира пройдут в Европе, в 2024 году в Тиране, а в 2025 году в Загребе. Албания впервые примет чемпионат мира по борьбе. Это второй чемпионат мира в неолимпийских весах, первый проходил в 2016 году в Будапеште. С 21 по 27 октября 2024 года в Тиране пройдёт чемпионат мира по борьбе среди спортсменов до 23 лет.

## Расписание соревнований
Все время указано по Гринвичу (UTC+2:00)
| Дата       | Время       | Событие                                                      |
| ---------- | ----------- | ------------------------------------------------------------ |
| 28 октября | 10:30–14:30 | Квалификация: ГР 55-63-72-82 кг                              |
| 28 октября | 17:00–17:45 | Полуфиналы: ГР 55-63-72-82 кг                                |
| 29 октября | 10:30–14:30 | Квалификация: ЖБ 55-59-65-72 кг; Утешение: ГР 55-63-72-82 кг |
| 29 октября | 17:00–17:45 | Полуфиналы: ЖБ 55-59-65-72 кг                                |
| 29 октября | 18:00–21:00 | Финалы: ГР 55-63-72-82 кг                                    |
| 30 октября | 10:30–15:00 | Квалификация: ВБ 61-70-79-92 кг; Утешение: ЖБ 55-59-65-72 кг |
| 30 октября | 17:00–17:45 | Полуфиналы: ВБ 61-70-79-92 кг                                |
| 30 октября | 18:00–21:00 | Финалы: ЖБ 55-59-65-72 кг                                    |
| 31 октября | 16:30–17:30 | Утешение: ВБ 61-70-79-92 кг                                  |
| 31 октября | 18:00–20:30 | Финалы: ВБ 61-70-79-92 кг                                    |

## Медальный зачёт
*   Принимающая страна (Сербия)
| Место           | Страна            | Золото | Серебро | Бронза | Всего |
| --------------- | ----------------- | ------ | ------- | ------ | ----- |
| 1               | Япония            | 4      | 1       | 1      | 6     |
| 2               | Азербайджан       | 3      | 0       | 0      | 3     |
| 3               | Казахстан         | 1      | 2       | 0      | 3     |
| –               | Нейтральный атлет | 1      | 1       | 4      | 6     |
| 4               | Грузия            | 1      | 1       | 2      | 4     |
| 5               | Иран              | 1      | 1       | 1      | 3     |
| 6               | Китай             | 1      | 1       | 0      | 2     |
| 7               | Монголия          | 0      | 1       | 1      | 2     |
| 7               | Румыния           | 0      | 1       | 1      | 2     |
| 7               | Турция            | 0      | 1       | 1      | 2     |
| 7               | Франция           | 0      | 1       | 1      | 2     |
| 11              | Венгрия           | 0      | 1       | 0      | 1     |
| 12              | США               | 0      | 0       | 4      | 4     |
| 13              | Словакия          | 0      | 0       | 2      | 2     |
| 14              | Армения           | 0      | 0       | 1      | 1     |
| 14              | Германия          | 0      | 0       | 1      | 1     |
| 14              | Индия             | 0      | 0       | 1      | 1     |
| 14              | Сербия            | 0      | 0       | 1      | 1     |
| 14              | Таджикистан       | 0      | 0       | 1      | 1     |
| 14              | Чехия             | 0      | 0       | 1      | 1     |
| Всего стран: 19 | Всего стран: 19   | 12     | 12      | 24     | 48    |

## Командный рейтинг
| Место | Вольная борьба  | Вольная борьба | Греко-римская борьба | Греко-римская борьба | Женская борьба             | Женская борьба |
| Место | Команда         | Очки           | Команда              | Очки                 | Команда                    | Очки           |
| ----- | --------------- | -------------- | -------------------- | -------------------- | -------------------------- | -------------- |
| 1     | Грузия · Япония | 55             | Азербайджан          | 85                   | Япония                     | 90             |
| 2     | Грузия · Япония | 55             | Иран                 | 51                   | Китай                      | 53             |
| 3     | Иран            | 41             | Армения              | 35                   | США                        | 40             |
| 4     | США             | 34             | Грузия               | 34                   | Монголия                   | 34             |
| 5     | Казахстан       | 31             | Казахстан            | 28                   | Румыния                    | 30             |
| 6     | Монголия        | 31             | Франция · Венгрия    | 20                   | Индия                      | 29             |
| 7     | Словакия        | 30             | Франция · Венгрия    | 20                   | Казахстан                  | 20             |
| 8     | Турция          | 20             | Китай                | 20                   | Украина                    | 20             |
| 9     | Азербайджан     | 18             | Турция               | 17                   | Чехия · Франция · Германия | 15             |
| 10    | Таджикистан     | 15             | Румыния · Сербия     | 15                   | Чехия · Франция · Германия | 15             |

## Медалисты

### Вольная борьба
| Весовая категория | Золото                                | Серебро                            | Бронза                                                             |
| ----------------- | ------------------------------------- | ---------------------------------- | ------------------------------------------------------------------ |
| до 61 кг          | Масаноскэ Оно · Япония                | Ахмет Думан · Турция               | Цогбадрах Цевенсурен · Монголия Виталий Аруджау · США              |
| до 70 кг          | Нуркожа Кайпанов · Казахстан          | Йосиносуке Аояги · Япония          | Иналбек Шериев · Нейтральный атлет Абдулмажид Кудиев · Таджикистан |
| до 79 кг          | Автандил Кенчадзе · Грузия            | Магомед Магомаев Нейтральный атлет | Мохаммад Ноходи · Иран Ахсарбек Гулаев · Словакия                  |
| до 92 кг          | Абдулрашид Садулаев Нейтральный атлет | Мириан Майсурадзе · Грузия         | Дэвид Тейлор · США Батырбек Цакулов · Словакия                     |

### Греко-римская борьба
| Весовая категория | Золото                        | Серебро                      | Бронза                                                   |
| ----------------- | ----------------------------- | ---------------------------- | -------------------------------------------------------- |
| до 55 кг          | Эльдениз Азизли · Азербайджан | Пуя Дадмарз · Иран           | Денис Михай · Румыния Эмин Сефершаев · Нейтральный атлет |
| до 63 кг          | Нихат Мамедли · Азербайджан   | Ержет Жарлыкасын · Казахстан | Карен Асланян · Армения Садык Лалаев · Нейтральный атлет |
| до 72 кг          | Ульви Ганизаде · Азербайджан  | Ибрагим Ганем · Франция      | Али Арсалан · Сербия Отар Абуладзе · Грузия              |
| до 82 кг          | Мухаммадали Гераеи · Иран     | Эрик Сильваши · Венгрия      | Ахмет Йылмаз · Турция Гела Болквадзе · Грузия            |

### Женская борьба
| Весовая категория | Золото                | Серебро                         | Бронза                                                       |
| ----------------- | --------------------- | ------------------------------- | ------------------------------------------------------------ |
| до 55 кг          | Мое Киёока · Япония   | Чжан Чжин · Китай               | Татьяна Дебьен · Франция Ирина Курочкина · Нейтральный атлет |
| до 59 кг          | Рисако Каваи · Япония | Сухэгийн Цэрэнчимэд · Монголия  | Манси Ахлават · Индия Елена Брюггер · Германия               |
| до 65 кг          | Лун Цзя · Китай       | Екатерина Зеленых · Румыния     | Мэйси Килти · США Мива Морикава · Япония                     |
| до 72 кг          | Ами Исии · Япония     | Жамиля Бакбергенова · Казахстан | Адела Ганзличкова · Чехия Кэли Уэлкер · США                  |

## Страны-участницы
24 сентября 2024 года Объединенный мир борьбы на своём заседании пересмотрел критерии допуска белорусов и россиян на международные соревнования под своей эгидой, в ходе которых стало известно, что не будут допущены только спортсмены, имеющее прямое участие, либо публичную поддержку боевых действий против Украины.
На соревнования заявлено 284 борца из 48 стран:
1. Азербайджан (10)
2. Албания (9) (Хозяин)
3. Алжир (1)
4. Армения (8)
5. Бахрейн (1)
6. Болгария (7)
7. Бразилия (3)
8. Венгрия (8)
9. Германия (7)
10. Грузия (8)
11. Израиль (2)
12. Индивидуальные нейтральные атлеты (22)
13. Индия (12)
14. Иран (8)
15. Испания (1)
16. Италия (4)
17. Казахстан (12)
18. Канада (8)
19. Китай (12)
20. Коста-Рика (1)
21. Кыргызстан (7)
22. Латвия (4)
23. Литва (1)
24. Мексика (3)
25. Молдова (11)
26. Монголия (8)
27. Норвегия (1)
28. Польша (9)
29. Пуэрто-Рико (2)
30. Республика Косово (1)
31. Румыния (7)
32. Саудовская Аравия (3)
33. Северная Македония (5)
34. Сербия (2)
35. Словакия (2)
36. США (12)
37. Таджикистан (2)
38. Турция (12)
39. Узбекистан (3)
40. Украина (12)
41. Финляндия (2)
42. Франция (7)
43. Хорватия (2)
44. Чехия (1)
45. Швейцария (4)
46. Швеция (3)
47. Эквадор (1)
48. Ямайка (1)
49. Япония (12)